# Ашик-Гариб
«Ашик-Гариб» (также «Ашик-Кериб» или «Ашуг-Гариб») (азерб. Aşıq Qərib; арм. Աշուղ Ղարիբ; груз. აშიკ ქერიბი; крымскотат. Yolcu Ğarip; тур. Aşık Garip; туркм. Şasenem-Garyp) — широко распространённая в Закавказье, Средней Азии и на Ближнем Востоке народная сказка; исполняющийся ашугами лирический дастан; эпос, в основу которого лёг известный фольклорный сюжет («муж на свадьбе у своей жены»).
Дастан имеет тюркско-огузское происхождение. Широкую известность в русскоязычной среде произведение приобрело после того, как азербайджанская версия сказки была впервые записана Михаилом Лермонтовым в 1837 году и опубликована в 1846. Существуют также версии: армянская, грузинская, турецкая, туркменская и т. д. Среди армян и грузин сказание об Ашик-Гарибе распространилось благодаря общению с азербайджанским народом. Отмечается, что в произведении деньгам, богатству, знатности противостоит сила искусства — поэзия и музыка. На сюжет сказания написаны три оперы, балет, снят фильм.

## Сюжет
Схема сюжета сказки изложена фольклористом Марком Азадовским следующим образом: «Муж покидает, по большей части вынужденно, жену (или жених невесту) и берёт обещание ждать определённое количество лет… Жене (невесте) приносят ложное известие о смерти мужа или жениха и принуждают к замужеству. Герой узнаёт тем или иным способом о предстоящей свадьбе и спешит домой, чаще всего с помощью волшебной силы. По возвращении домой переодевается нищим, паломником или музыкантом и проникает в таком виде на свадебный пир, где происходит узнавание. Жена узнаёт мужа по голосу или же благодаря кольцу, которое тот бросает в кубок с вином».

## Версии сказки

### Лермонтовская версия

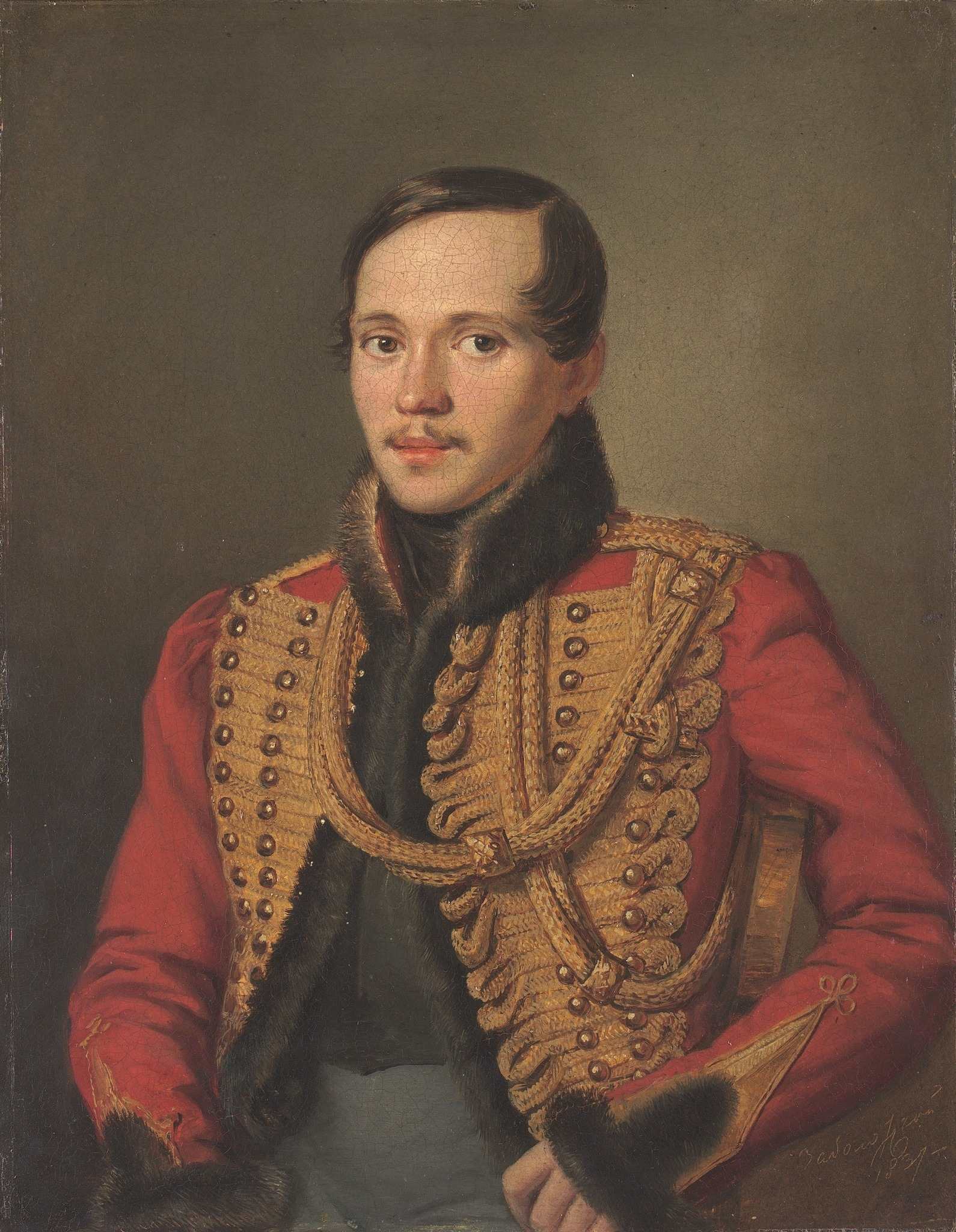
В 1837 году Лермонтов, странствуя по Кавказу, написал сказку «Ашик-Кериб»

Странствуя по Кавказу и Закавказью, Михаил Юрьевич Лермонтов проявлял особый интерес к народному творчеству. В 1837 году он написал сказку «Ашик-Кериб». После смерти Лермонтова эта сказка про странствующего певца была обнаружена среди его бумаг, оставшихся в Петербурге. В 1846 году она появилась в литературном альманахе В. А. Соллогуба «Вчера и сегодня», под заглавием: «Ашик-Кериб. Турецкая сказка». В продолжение девяноста лет рукопись, которой располагал Соллогуб, оставалась неизвестной исследователям, и сказка воспроизводилась во всех изданиях по тексту альманаха «Вчера и сегодня». В 1936 году автограф Лермонтова поступил из частного собрания А. С. Голицыной в Институт мировой литературы имени А. М. Горького, а после был передан в Пушкинский дом Академии наук СССР.

#### Сюжет
По Лермонтову, живший в Тифлизе бедняк Ашик-Кериб, играющий на саазе ашик, влюбляется в Магуль-Мегери — дочь богатого турка по имени Аяк-Ага, но, будучи бедным, не решается жениться на богатой девушке. Поэтому он обещает семь лет странствовать по свету и нажить себе богатство. Магуль-Мегери на это соглашается, но говорит, что если в назначенный день он не вернётся, то она станет женою Куршуд-бека, который давно за неё сватается. При выходе из Тифлиза Ашик-Кериба догоняет и начинает сопровождать Куршуд-бек. Когда Ашик-Кериб снимает одежду, чтобы переплыть реку, Куршуд-бек берёт его одежду и относит к его матери, заявив, что тот утонул. Мать Ашик-Кериба говорит об этом Магуль-Мегери, но та не верит Куршуд-беку. Тем временем, Ашик-Кериб, странствуя, прибывает в Халаф, где становится придворным музыкантом паши, богатеет, и начинает забывать, что ему необходимо вернуться. По прошествии шести лет Магуль-Мегери передаёт отбывающему из Тифлиза купцу своё золотое блюдо, чтобы тот с его помощью нашёл Ашик-Кериба. В Халафе Ашик-Кериб находит отправленное его любимой блюдо и спешит назад. До истечения срока оставалось три дня. Уставший, он доходит лишь до Арзинган горы, что между Арзиньяном и Арзерумом. А до Тифлиза оставалось два месяца езды. Но Ашик-Керибу помогает Хадерилиаз (у Лермонтова — св. Георгий), благодаря которому тот мигом оказывается в родном городе. А чтобы все поверили, что это на самом деле Ашик-Кериб, даёт ему из-под копыта коня комок земли, чтобы тот помазал им глаза своей ослепшей семь лет назад матери, после чего та увидит. Дома мать и сестра не узнают Ашик-Кериба, который представляется им как «Рашид» (храбрый). Они отдают ему его же висевший семь лет на стене сааз. Тем временем начинается свадебное торжество Куршуд-бека и Магуль-Мегери, которая готовится покончить с собой. Ашик-Кериб приходит на свадьбу, где его также никто не узнаёт. Но во время исполнения песен, его по голосу узнаёт Магуль-Мегери и бросается в его объятия. Брат Куршуд-бека обнажает меч, чтобы убить обоих, но Куршуд-бек останавливает его, покорившись воле судьбы. Кериб исцеляет слепую мать, женится на Магуль-Мегери, а сестру свою с богатым приданым отдаёт за Куршуд-бека.

### Азербайджанская версия

#### Авторство и издания
Кериб:

«О мать! на дорогах переправлялся я через многие воды. В чужих странах приобрёл отличную опытность. Слава богу! теперь я пью родную воду. Я Кериб…»

Мать:

«Воды рек безостановочно текут. Печень же моя горит в огне. Бедная Шах-Санам глядит все на дорогу… Придёт ли мой Кериб?»

Кериб:

«Кто ходит в чужих странах, тот — чужеземец. Да поможет твоему горю доктор. Да будет уделом для Шах-Санам увидеть возлюбленного. Я Кериб.»

Мать:

— «Из Тавриза привезла я двух детей, привезла и вырастила. Одного я потеряла в этом разрушенном Тифлисе. Придёт ли и мой Кериб?»

Кериб:

«Имя матери моей Хани (она из ханского рода), а имя сестры Шахрабана. Я твой сын — Кериб, узнай меня! Я Кериб…»

Мать:

«Если спросишь имя моё, — я Хани, из ханского рода. Нет у меня зрения, чтобы узнать тебя. Какая же я слепоудельная и злосчастная мать! О, придёт ли мой Кериб?»
Азербайджанский анонимный романтический дастан «Ашик-Гариб» сложился не ранее XVI—XVII вв. В XVII веке дастан был окончательно отшлифован. Авторство стихов, инкорпорированных в прозу, приписывают главному герою, народному певцу, ашугу. Сюжетную основу составляет любовная коллизия с множеством приключений. Социальная среда — купеческая. Азербайджанские версия имеет обычную форму «народного романа» — прозаического рассказа со стихотворными вставками, лирическими песнями героя (ашуга) и его возлюбленной. В 1892 году была опубликована записанная в 1891 году учителем Кельвинского земского училища М. Махмудбековым со слов народного певца, ашуга Оруджа из селения Тирджан (близ Шемахи) Шемахинского уезда Бакинской губернии, история странствий Ашик-Кериба. Шемахинская сказка намного длиннее, герой претерпевает в ней ряд приключений ещё до того, как попадает в Тифлис. В 1911 году в выходившей в Елизаветполе (нынешней Гяндже) газете «Южный Кавказ» собирателем кавказского фольклора С. Фарфоровским была обнародована ещё одна азербайджанская версия «Ашик-Кериба». Но эта публикация представляла собой пересказ все того же шемахинского варианта (в начале сказки написано: «вольную переделку любимой песни ашиков, записанной в Шемахинском уезде»). Имеется третья запись сказки, напечатанная в «Антологии азербайджанской поэзии» (1938 год), действующие лица в которой носят те же самые имена — Гариб, Шах-Сенем, Шах-Велед, Гюль-Оглан. Было также известно, что в Лачинском районе рассказывался другой вариант этой сказки, в котором героиню зовут не Шах-Санам, а Магу-Мехр, соперник же называется Рашид-бек. Большинство исследователей считают, что М. Ю. Лермонтовым была записана азербайджанская версия сказки.

#### Сюжет
В этой версии герой повести Расул родом из Тебриза. Он влюбляется в красавицу Шахсенем, которую видел в волшебном сне. С этого времени он становится певцом — ашиком и воспевает в своих песнях ещё неизвестную ему красавицу. Он находит её в Тифлисе, она тоже видела своего суженого в чудесном сне и ожидала его прихода, он пленяет её сердце своими песнями; но она — дочь богатого купца, который требует за неё огромный «калым» (сорок кошельков с золотом). Гариб (чужеземец) решает странствовать по свету, чтобы накопить богатство, обещая своей невесте вернуться через семь лет. Они обмениваются кольцами. Гариб после долгих скитаний попадает в Халеб и, прославившись там как певец, с помощью знатных покровителей становится состоятельным человеком. Тем временем отец Шахсенем готовится выдать свою дочь за богача Шахвеледа. Жених распространяет ложную весть о смерти Гариба: по его наущению слуга приносит Шахсенем рубашку её возлюбленного, смоченную в крови, как свидетельство мнимой гибели Гариба. Мать и сестра оплакивают свою потерю, старуха — мать Гариба слепнет от горя. Но Шахсенем не верит смерти своего милого и поручает одному купцу, отправляющемуся с караваном в чужие страны, разыскать его и поторопить его возвращение к назначенному сроку. Назначается свадьба. Она вручает ему своё обручальное кольцо, которое он опускает в чашу с вином, поднося её певцу: по этому кольцу Гариб узнает посланника Шахсенем. До истечения срока остаётся всего три дня. По молитве Гариба ему является его покровитель, пророк Хизр, который сажает его на своего волшебного коня и за один день доставляет в Тифлис. На прощанье он даёт ему горсть земли из-под копыт своего коня, обладающую чудесной силой — возвращать зрение слепому. Гариб приезжает в Тифлис в день свадьбы своей возлюбленной, которая готова скорее покончить с собой, чем принадлежать ненавистному жениху. В родном доме слепая мать Хани и сестра Шахрабана не узнают пришельца, но после признания сестра верит, что это Гариб. Гариб берёт у матери свой старый саз и как певец отправляется на свадьбу. Он проталкивается мимо сторожей, расставленных у ворот, и садится среди гостей. Его узнают по песне, Шахсенем бросается в его объятия, Шахвелед обнажает меч, чтобы убить обоих, но узнав обо всем, что случилось с Гарибом, он вынужден покориться воле судьбы. Гариб исцеляет слепую мать, женится на Шахсенем, а сестру свою с богатым приданым отдаёт за Шахвеледа.

#### Сравнение с лермонтовской версией
«В Арзеруме совершил я полуденный намаз, а в Карсе — намаз пред заходом солнца; к вечернему намазу прибыл я в Тифлис: на коне Хидир-Ильяса приехал я сюда».

«Вечером пришёл я в свой дом. Не открыл себя сестре и матери. Кинжалом любви ударил в свою грудь. Открыв разные раны свои, приехал я сюда».
В азербайджанской версии в отличие от лермонтовской повествовательная форма чередуется с поэтическими импровизациями и заключает в себе восемьдесят семь песен. Ашик-Кериб поёт, приближаясь к Тифлису, покидая Тифлис, прощаясь с матерью и сестрой, прощаясь с возлюбленной. Также песнями отвечают ему и возлюбленная, и мать, и сестра. В сказке же Лермонтова всех этих лирических отступлений нет. Начало народной сказки, сообщающей историю того, как Ашик-Кериб стал ашиком, тоже другое. Действие этой версии начинается в Тавризе, а не в Тифлисе. Расул, сын богатого купца, промотал всё наследство и начал обучаться искусству ашиков. Но так как у юноши нет музыкальных способностей, ашики прогоняют его. Но однажды во сне Расулу является пророк Хидир-Ильяс, покровитель ашиков, и говорит, что отныне он ашик по имени Кериб, то есть чужеземец. Во сне он показывает юноше образ его будущей возлюбленной — голубоглазой красавицы Шах-Санам, дочери Бахрам-бека из Тифлиса. Вместе с матерью и сестрой Ашик-Кериб отправляется с караваном в Тифлис. В Тифлисе один богатый купец соглашается приютить их. Эти купцом был Бахрам-бек, отец красавицы Шах-Санам, предназначенной ашику волей судьбы. В доме купца Шах-Санам сквозь дверную щель видит Ашик-Кериба и узнаёт в нём того юношу, которого показал ей во сне Хидир-Ильяс. С тех пор Ашик-Кериб каждый день встречается с Шах-Санам в саду. Вскоре Кериб посылает мать сватать Шах-Санам, но купец требует большого калыма. Тогда Ашик-Кериб даёт зарок семь лет странствовать по свету и заработать деньги в далёких странах. В сказке Лермонтова нет этих событий, которые занимают двадцать страниц. У Лермонтова действие начинается прямо в Тифлисе. В лермонтовской сказке соперник Кериба — Куршуд-бек крадёт его одежду, когда ашик вплавь переправляется через реку, а прискакав в Тифлис, несёт платье к его матери и говорит, что её сын утонул. Однако в шемахинской версии Ашик-Кериб встречает своего соперника Шах-Веледа в Алеппо и просит его отвезти в Тифлис письмо к родным. Шах-Велед же поручает своему слуге Кель-Оглану убить зайца, смочить рубаху в его крови и сказать матери Ашик-Кериба, что её сын убит разбойниками.
В сказке Лермонтова нет состязания ашиков и вопросов, которые предлагает разгадать им Ашик-Кериб. Также нет тайно любящей Кериба юной Агджа-Кыз — соперницы Шах-Санам. Но только один эпизод — возвращение Ашик-Кериба в Тифлис (с момента встречи с чудесным всадником до разговора со слепой матерью) совпадает у Лермонтова с известным нам шемахинским вариантом. Имена в версиях также не совпадают. В шемахинском варианте возлюбленную Ашик-Кериба зовут Шах-Санам, у Лермонтова — Магуль-Мегери. В шемахинской сказке соперник носит имя Шах-Велед, у Лермонтова — Куршуд-бек. В шемахинской версии отец — Бахрам-бек, у Лермонтова — Аяк-ага. Подлинное же имя Ашик-Кериба в шемахинской сказке — Расул, у Лермонтова — Рашид.

### Армянская версия
Вариант сказки был записан в 1935 году со слов восьмидесятилетнего ашуга Адама Суджаяна в районе Зангезура в Армении фольклористкой Р. Р. Орбели. В этой сказке, как и у Лермонтова, невесту Ашуг-Гариба зовут Мауль-Меери, так же как и у Лермонтова, она посылает с купцом на чужбину не кольцо и не чашу, как в других вариантах, а блюдо.
Ашуг Суджаян исполнял эту сказку только в отрывках. Однако, соперника он называл Шах-Валат.
Остальные армянские варианты существенно отличаются от лермонтовской сказки и в основном совпадают с шемахинской версией. События начинаются в них задолго до прибытия Гариба в Тифлис, в них содержится эпизод с чудесным превращением юноши в ашуга, наделённого даром песен свыше, все они повествуют о том, как Ашуг-Гариб и его будущая возлюбленная узнают друг о друге во сне.

### Грузинская версия
Вчера ночью, вчера ночью

В городе Алафе

Бог дал мне крылья,

И я прилетел сюда.

Утренний намаз

Творил я в Арзруме,

Полдневный намаз —

В полях Карса,

К вечернему намазу

Был уже в Тифлизе.
Имеется грузинский вариант азербайджанской сказки, записанный в 1930 году в Грузии, в селении Талиси, недалеко от Ахалцихе, фабула которой в точности совпадает с фабулой лермонтовской сказки. Рассказывал этот вариант семидесятилетний грузин-мусульманин, крестьянин Аслан Блиадзе, причём повествовательную часть передавал по-грузински, а песни исполнял по-турецки (И. Андроников объясняет это тем, что Месхет-Джавахети, где находится Ахалцихе, долгое время находилась под властью Турции).
Действие сказки начинается, как и у Лермонтова, прямо в Тифлисе. Мотивировка разлуки такая же, как и у Лермонтова. Ашик-Кериб своей возлюбленной говорит: «Мне твоих денег не надо. Боюсь, не было бы потом упрёков». После этого ашуг уходит в город Алаф. Перед разлукой ашуг дарит своей возлюбленной золотую чашу. Когда настаёт срок ему возвратиться, возлюбленная отдаёт эту чашу чалагадару и просит передать её поручение тому, кто назовёт себя хозяином чаши. Чалагадар встречает Кериба в Алафе. В сказке сказано: «вот как поётся об их встрече в татарской песне». Далее в записи следуют тексты песен на турецком языке, записанные грузинскими буквами. Прочтённые тексты полностью совпадают с пересказом этих песен у Лермонтова. Эти песни, вкраплённые в текст грузинского варианта, оказываются гораздо ближе к лермонтовской записи, чем песни шемахинского варианта. Очень близко к лермонтовской сказке передаются в грузинской записи и эпизод встречи с Хадрилиазом, полёт на крупе его коня и беседа сестры Кариба со слепой матерью. И кончается сказка так же, как у Лермонтова. Кариб говорит: «Не прерывайте свадьбу, я отдам Шах-Валату в жены мою сестру». «И вправду, — заключает рассказчик, — Шах-Валат женился на сестре Кариба, а Кариб — на своей возлюбленной Шах-Санам».

### Турецкая версия
Сказка широко распространена в Турции, распевается певцами в кофейнях Румелии и Анатолии и издаётся для народного чтения. Турецкая версия сказки подверглась циклизации по типу героических дастанов («Сын Ашык-Гериба» и «Внук Ашык-Гериба»). Анатолийская версия, также как и азербайджанская, имеет форму прозаического рассказа со стихотворными вставками и лирическими песнями героя. Весьма распространённая в Турции повесть о «всеизвестном и знаменитом Ашик-Гарибе» ни по сюжету, ни по именам персонажей (исключая самого «Кериба») с лермонтовской сказкой не совпадает.

### Туркменская версия
Сюда вернулся я из Ширвана;

Гариб твой — странник, и странник — я.

Бродил повсюду я неустанно;

Гариб твой — странник, и странник — я.

Пропел в тоске я семь лет изгнания;

Терпел невзгоды, терпел страдания;

Гариб-учитель мне дал познания;

Гариб твой — странник, и странник — я.
Туркменская версия сказки называется «Шасенем и Гариб». Она более архаична, изобилует этническими деталями и историческими именами. События развёртываются в феодально-дворцовой среде. Mногие эпизоды и мотивы этой версии восходят к древнейшему огузскому эпосу «Китаби Деде Коркуд». Существующий в Туркменистане значительный по объёму дастан «Шасенем и Гариб» включает большое количество песен. Это произведение было издано в переводе на русский язык в 1945 году (перевели с туркменского Н. Манухина и Г. Шенгели). Отрывки в переводе Г. Веселкова были помещены в шестом номере журнала «Совет Эдебияты» (Ашхабад, 1944, стр. 80-92). В 1940 году дастан был издан на туркменском языке. В 1946 году роман «Шасенем и Гариб» вышел в издании Гослитиздата в Москве.

#### Сюжет
Действие в туркменской версии перенесено из городской среды в феодальную. Шасенем — дочь шаха Аббаса, правителя Диярбакыра[уточнить], Гариб — сын его везира Хасана. Отцы обручили их до рождения, они вместе посещают школу и уже детьми влюбляются друг в друга, но после смерти везира шах нарушает своё обещание и изгоняет вдову с малолетним сыном из своей страны. Эта завязка следует роману «Тахир и Зухра», который послужил для автора образцом и при дальнейшем изображении судьбы разлучённых родительской властью героев. Все последующее содержание повести представляет рассказ о тайных любовных встречах Гариба и Шасенем. Сперва переодетый Гариб нанимается подручным к садовнику в загородном дворце шаха и получает возможность ежедневно встречаться со своей возлюбленной. Когда шах узнаёт об этом, герою приходится бежать в первый раз в Шемаху (Ширван), во второй раз — в Багдад, в третий раз — в Халап, но каждый раз по зову своей возлюбленной он снова возвращается в Диярбакыр. Шасенем, со своей стороны пытается следовать за Гарибом и разыскивает его, подвергая себя опасностям, но вынуждена всякий развернуться, не достигнув цели.

### Иные версии
В 1896 году был опубликован крымский «Ашик-Кериб», а в 1899— произведено извлечение песен из полного текста. Был также обнаружен близкий лермонтовскому «Ашик-Керибу» кабардинский вариант. Так, в 1864 году кабардинский просветитель Кази Атажукин издал лермонтовского «Ашик-Кериба» в переводе на родной язык. Сказка также распространена у узбеков, каракалпаков, уйгур и других народов.

## Исследования сказки
За последнее время исследователи уделили немало внимания сказке «Ашик-Кериб». Азербайджанский исследователь Микаэль Рафили обратил внимание на то, что в тексте своего «Ашик-Кериба» Лермонтов сохранил азербайджанские слова, в скобках пояснив их значение: ага (господин), ана (мать), оглан (юноша), рашид (храбрый), сааз (балалайка), гёрурсез (видите), мисирское (то есть египетское) вино, — а в наименовании Тифлиса воспроизвёл азербайджанское произношение: Тифлиз. Ираклий Андроников также отмечает, что «Ашик» по-азербайджански значит «влюблённый», в переносном смысле: «певец», «поэт», а «кериб» значит «странник», «скиталец», «бедняк». Но в то же время это и собственное имя. На этой игре слов, как отмечает Андроников, построен разговор Ашик-Кериба со слепой матерью (он называет ей своё имя, а она думает, что у неё просит ночлега странник). Тюрколог М. С. Михайлов в специальной статье «К вопросу о занятиях М. Ю. Лермонтова „татарским“ языком» также приходит к выводу, что все восточные слова, встречающиеся в сказке «Ашик-Кериб», «могут быть отнесены к азербайджанскому языку», а форма слова «гёрурсез» (точнее «гёрурсюз») наблюдается только в диалектах Азербайджана. Учитывая эти факты, И. Андроников приходит к выводу, что сказку Лермонтов слышал из уст азербайджанца (в ту пору которых называли «закавказскими татарами»). В сказке Лермонтова присутствуют также турецкие, арабские, армянские, иранские элементы. Так, Хадерилиаз — соединённые вместе имена Хызра и Илиаса — объяснено Лермонтовым как св. Георгий, и это не ошибка поэта, смешение Хадерилиаза со святым Георгием встречается в армянском и грузинском фольклоре.

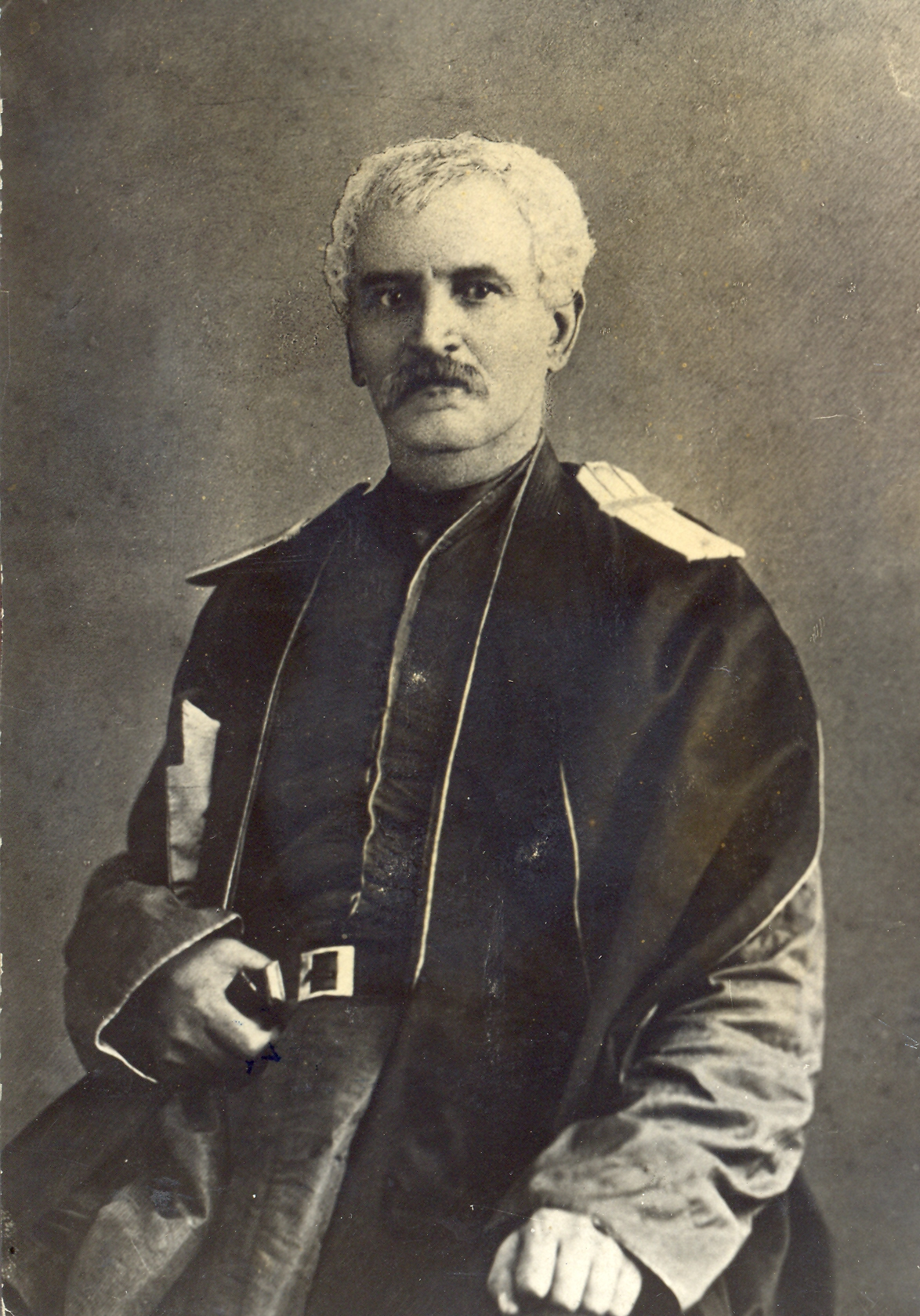
Считается, что со слов Мирзы Фатали Ахундова Лермонтов написал сказку «Ашик-Кериб», будучи в Тифлисе

В ходе исследования сказки появились работы, в которых лермонтовский текст, который стал доступен для изучения лишь после 1936 года, рассматривается в связи с фольклором народов Закавказья, и прежде всего, с азербайджанским «Ашик-Керибом». Первый, кто обратил внимание на близость лермонтовского текста к азербайджанской народной сказке, был учитель А. Богоявленский, писавший ещё в 1892 году о шемахинской сказке, опубликованной учителем Махмудбековым: «Справедливо сказать, что она отчасти известна уже читающей русской публике по пересказу её, сделанному покойным поэтом М. Ю. Лермонтовым». Действительно, по лермонтовскому пересказу читатели знали эту сказку только отчасти, поскольку лермонтовское изложение значительно отличается от текста сказки, записанной в районе Шемахи. Прежде всего, лермонтовская сказка гораздо короче шемахинского варианта, в котором повествовательная форма чередуется с поэтическими импровизациями и заключает в себе восемьдесят семь песен. Ашик-Кериб поёт, приближаясь к Тифлису, поёт, покидая Тифлис, поёт, прощаясь с матерью и сестрой, поёт, прощаясь с возлюбленной. И возлюбленная, и мать, и сестра также отвечают ему песнями. В сказке Лермонтова всех этих лирических отступлений нет. Сравнивая шемахинский вариант азербайджанского «Ашик-Гариба» с лермонтовским, Андроников приходит к выводу, что Лермонтов, записав слышанную им сказку, только бережно отредактировал её и даже оставил в тексте неисправленными некоторые сюжетные несоответствия и шероховатости, также, что он записал её именно так, как услышал. Андроников также полагает, что Лермонтов услыхал эту сказку в Тифлисе, а записал со слов азербайджанца, вероятно Мирзы Фатали Ахундова, обучавшего Лермонтова азербайджанскому языку.

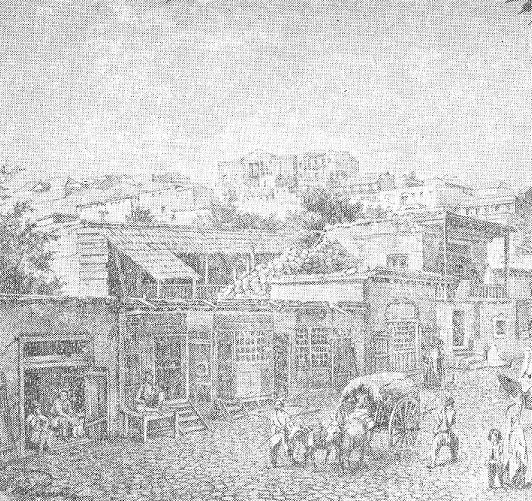
Шемахы в середине XIX века. Предполагается, что побывав именно здесь в 1837 году, Лермонтов слышал сказку про ашика Кериба и записал её со слов ашуга

Однако, основываясь на том, что версия ашика Оруджа была записана в районе Шемахи, авторы поздних работ о Лермонтове считают, что он слышал сказку про ашика Кериба в Шемахе и записал её там со слов ашика. Так, лермонтовед А. В. Попов пишет: «именно здесь, в Шемахе или в её окрестностях, поэт и записал и впоследствии обработал эту чудесную сказку, услышав её из уст бродячего певца-ашуга». Действительно, в 1837 году Лермонтов побывал в Шемахе. Но, Андроников высказывает сомнения в версии Попова, отмечая, что Лермонтов не мог записать сказку со слов ашуга, так как не знал азербайджанского языка. Следовательно, и узнал он сказку не в форме «дастана» — повествования, чередующегося с песнями, — а слышал её по-русски, в прозаическом пересказе. Правда, Андроников также указывает, что популярную народную сказку поэту могли пересказать в Шемахе нижегородские драгуны, пользовавшиеся гостеприимством азербайджанских беков и агаларов — своих боевых товарищей по турецкой войне.
И. Андроников, пытался доказать, что Лермонтов записал эту сказку в Тифлисе. Свою концепцию он строит на армянском варианте азербайджанской сказки, записанном в 1935 году в Загензурском районе Армении, также на грузинском варианте «Ашик-Кериба», записанном в 1930 году в селе Талиси, недалеко от Ахалцыха. Сопоставив лермонтовский текст с различными вариантами, Андроников утверждает, что лермонтовская транскрипция ближе к грузинским и армянским вариантам. Следовательно, Лермонтов, якобы, слышал и записал «Ашик-Кериба» в Тифлисе. Но ещё в 1954 году в печати было отмечено, что Андроников не учёл одного очень важного обстоятельства: шемахинский вариант «Ашик-Кериба» был записан в 1891 году, то есть тогда, когда произведение Лермонтова не было переведено на азербайджанский язык и сказка была известна только в устной традиции. А записи армянского и грузинского вариантов сделаны в тридцатых годах нашего столетия, после того как лермонтовская сказка была уже неоднократно опубликована в переводах на армянский и грузинский языки и получила популярность в Закавказье. В связи с этим Попов и объясняет близость армянских и грузинских вариантов азербайджанской сказки к лермонтовскому тексту, а также то, что лермонтовский текст, известный сказителям в устной передаче, лёг в основу армянского и грузинского вариантов народного сказа.
По поводу лермонтовской записи «турецкая сказка» В. А. Мануйлов, С. А. Андреев-Кривич и И. Л. Андроников полагают, что на первой странице лермонтовского автографа никакого названия нет, тем не менее слова на обороте последней страницы (в сложенном виде она служила как бы обложкой рукописи), написанные быстрым и крупным почерком, непохожим на почерк Лермонтова, принадлежат всё-таки ему самому: «Ашик-Кериб. Турецкая сказка». Само же слово «турецкая» проистекает, согласно Андроникову, из содержания сказки. Так, в сказке про Ашик-Кериба, который по мнению Андроникова, пришёл в Закавказье из Турции и до сих пор распеваемой ашугами в кофейнях Румели и Анатоли, речь идёт о Турции и о турках. Об отце Магуль-Мегери Лермонтов пишет: «богатый турок». Следовательно, и сама Магуль-Мегери должна быть турчанкой. Путешествует Ашик-Кериб через турецкие города. Через Турцию попадает он в Сирию — в Халаф, или, как назвали его итальянцы, Алеппо. Играет Кериб на саазе — Лермонтов добавляет: «балалайка турецкая». На свадьбах в Тифлисе Ашик-Кериб прославляет «древних витязей Туркестана». С. А. Андреев-Кривич полагает, что под Туркестаном следует разуметь здесь Туркмению. Стремясь найти объяснение слову «Туркестан» в тексте лермонтовской сказки, он привлекает книгу Н. Н. Муравьёва «Путешествие в Туркмению и Хиву в 1819 и 1820 годах…» (М., 1822), где кратко передано содержание туркменского варианта сказки о любви Шах-Санам и Кариба. Так, полагая доказанным, что слово «Туркестан» в лермонтовской записи восходит к туркменскому варианту, Андреев-Кривич пишет: «таким образом, сближая текст лермонтовской сказки с изложением Н. Муравьёва, слова Лермонтова о том, что Ашик-Кериб прославлял древних витязей Туркестана, перестают казаться простой случайностью». Но тюрколог академик В. А. Гордлевский, считал, что у Лермонтова идёт речь не о Туркменистане, а о Турции. Того же мнения придерживаются известные тюркологи А. Н. Кононов и М. С. Михайлов. По их мнению, «Туркестан» в данном тексте следует понимать как «страна тюрок», по аналогии с «Дагестан», «Гюрджистан» (Грузия), «Айстан» (Армения) и т. д. («стан» — в буквальном смысле — «стоянка»). И Андроников отмечает, что сказка Лермонтова, заключающая ряд азербайджанских слов и сохранившая следы азербайджанского произношения, записана в Закавказье и не находится ни в какой связи с туркменским вариантом. По мнению Андроникова, Лермонтов называет «турецкой» сказку, записанную со слов азербайджанца, полагая, что тот, кто рассказывал Лермонтову историю любви и скитаний Ашик-Кериба, знал о её турецком происхождении.

## Культурное влияние

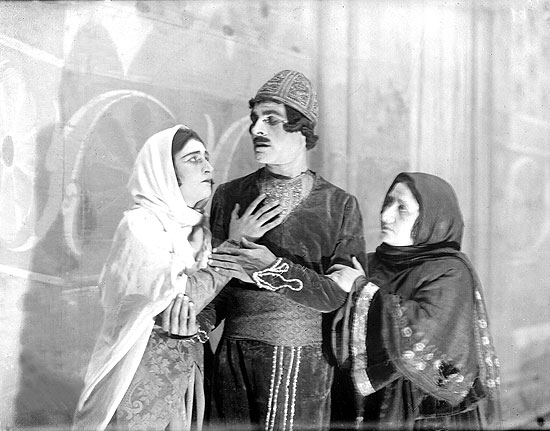
Сцена из оперы З. Гаджибекова «Ашуг-Гариб» в Театре оперы и балета. В главной роли — Г. Сарабский

Сказку про Ашик-Гариба иллюстрировали такие живописцы, как В. Д. Замирайло, А. А. Земцов, М. П. Клодт, Е. Г. Комаров, В. М. Конашевич, В. В. Лермонтов, А. Ф. Лютомская, А. П. Могилевский, В. Я. Суреньянц, И. М. Тоидзе, М. В. Ушаков-Поскочин, Е. Е. Лансере.
Сказка легла в основу оперы Зульфугара Гаджибекова «Ашуг-Гариб», которая была впервые поставлена в Бакинском театре Гаджи Зейналабдина Тагиева в 1916 году. Главную партию в опере, ашуга Гариба, исполняли такие актёры и певцы, как Гусейнкули Сарабский, Гусейнага Гаджибабабеков и др. Роль возлюбенной Гариба, роль Шахсенем, в своё время играли Ахмед Бадалбейли, более известный как Ахмед Агдамский, Рубаба Мурадова и др.
В 1923—1925 годах композитор Рейнгольд Глиэр выезжал в Баку для изучения фольклора, положенного в основу созданной им в 1927 году оперы «Шахсенем». В 1927 году опера была поставлена на русском языке в Азербайджанском театре оперы и балета в Баку. Вторая редакция оперы была поставлена там же в 1934 году на азербайджанском. Роль Гариба исполняли такие актёры и певцы, как Гусейнага Гаджибабабеков, Бюль-Бюль и др. Ролью Шах-Велада, как в опере Глиэра, так и в опере Гаджибекова, известен Агабаба Буниятзаде.
В 1941 году в Ленинграде Малым оперным театром был поставлен балет Б. В. Асафьева «Ашик-Кериб» на основе одноимённой сказки Лермонтова.
В 1944 году туркменские композиторы Дангатар Овезов и Адриан Шапошников написали оперу «Шасенем и Гариб» по мотивам дастана.
На основе сказки Лермонтова в 1988 году Давидом Абашидзе и Сергеем Параджановым на киностудии «Грузия-фильм» был снят фильм «Ашик-Кериб». Главную роль в фильме, роль Ашик-Кериба, сыграл Юрий Мгоян. Также в фильме играли Софико Чиаурели (мать), Рамаз Чхиквадзе (Али-ага), Константин Степанков (учитель), Давид Абашидзе, Тамаз Вашакидзе и др.

## Похожая тема в мировой литературе

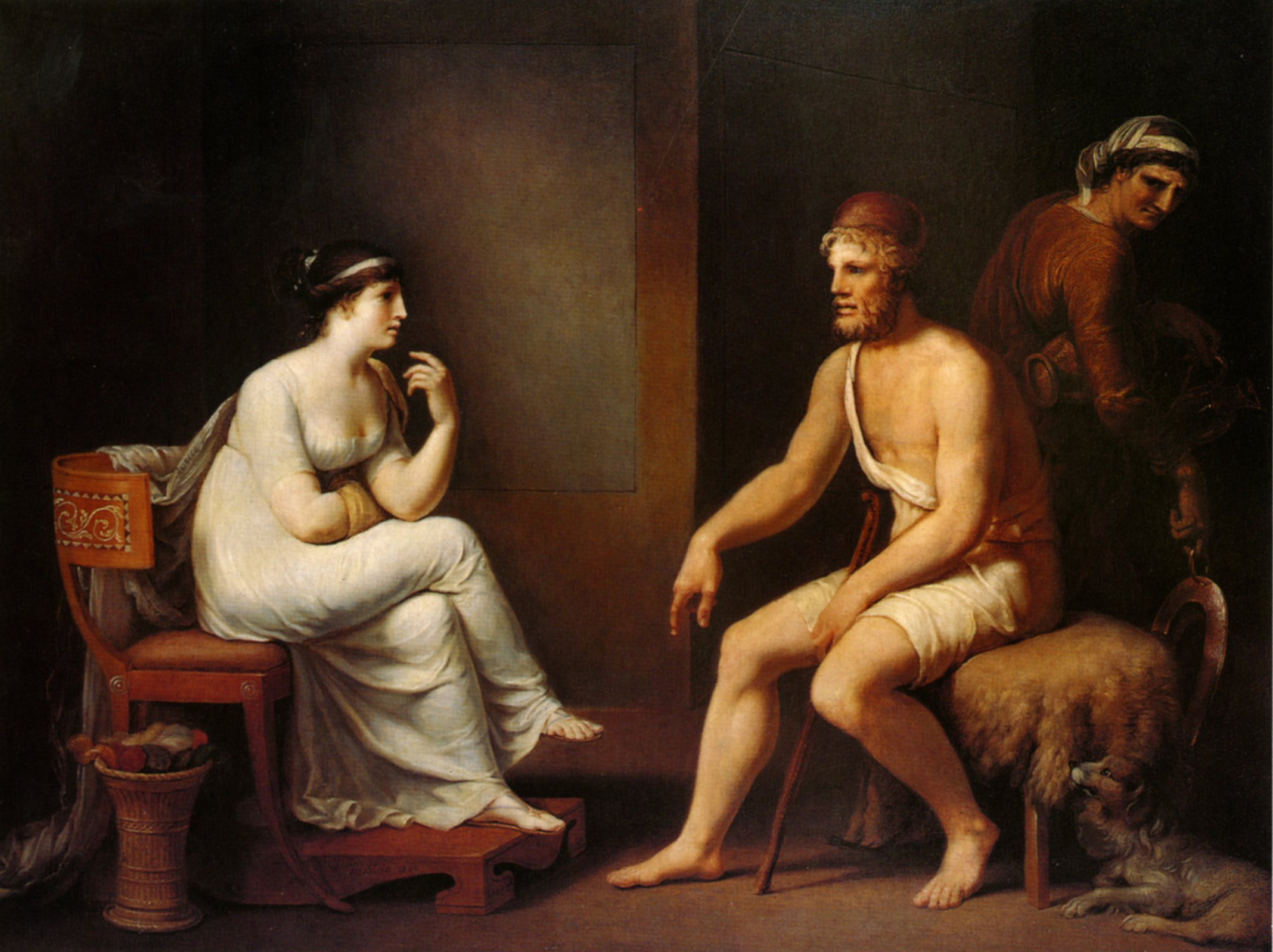
Одиссей и Пенелопа

Древнейшим классическим примером сюжета сказки является рассказ о возвращении Одиссея. Здесь Одиссей также после длительного странствия прибывает на Родину, будучи неузнанным родными и женой, которую заставляют выйти замуж. И только потом все узнают в страннике Одиссея. Одиссею, по пути домой, также помогает сверхъестественная сила в лице Афины.
Заключительная сцена сказки перекликается с эпизодами из «Сказания о Бамси-Бейреке», более древнего памятника тюркского эпоса «Деде-Коркуд», в связи с чем отмечается генетическая близость между сказаниями. Здесь также, как и в дастане «Ашик-Гариб», ложную весть о гибели Бамси-Бейрка распространяют, показывая всем его окроваленную рубаху. Сам Бамси-Бейрек также не узнанным приходит на свадьбу своей возлюбленной Бану-Чечек, которую также насильно выдают замуж. И здесь Бейрек открывается возлюбленной, исполняя песню и играя на кобзе. И также как Ашик-Гариб исцеляет ослепшую от горя мать, Бейрек чудесным образом исцеляет ослепшего отца.
Примеры похожих сюжетов встречаются также в русских былинах о Добрыне и Алёше, в ряде русских сказок.
В художественной литературе сюжет сказки встречается в новелле из «Декамерона» Джованни Боккаччо, в рассказах Ги де Мопассана «Возвращение», М. Прево («De sire»), Поля Феваля («La chanson de Poirier») и др.